# Duh
Duh is het debuutalbum van de Amerikaanse punkband Lagwagon. Het is uitgegeven in 1992 door Fat Wreck Chords en is geproduceerd door Fat Mike, de eigenaar van het label en tevens zanger van de punkband NOFX. Het werd geproduceerd in de opnamestudio Westbeach Recorders.

## Nummers
1. "Tragic Vision" - 2:33
2. "Foiled Again" - 1:34
3. "Bury the Hatchet" - 2:46
4. "Angry Days" - 3:14
5. "Noble End" - 1:38
6. "Child Inside" - 2:09
7. "Bad Moon Rising" (cover van Creedence Clearwater Revival) - 1:49
8. "Beer Goggles" - 2:43
9. "Inspector Gadget" - 0:24
10. "Parents Guide to Living" - 1:45
11. "Mr. Coffee" - 2:15
12. "Of Mind and Matter" - 2:45
13. "Stop Whining" - 2:36
14. "Lag Wagon (All Aboard)" - 2:49

## Band
- Joey Cape - zang
- Chris Flippin - gitaar
- Shawn Dewey - gitaar
- Jesse Buglione - basgitaar
- Derrick Plourde - drums